# Pasanggrahan (Plumbon)
Pasanggrahan is een bestuurslaag in het regentschap Cirebon van de provincie West-Java, Indonesië. Pasanggrahan telt 3574 inwoners (volkstelling 2010).